# Saint-Denis-lès-Martel
Saint-Denis-lès-Martel település Franciaországban, Lot megyében. Lakosainak száma 334 fő (2022. január 1.). Saint-Denis-lès-Martel Floirac, Martel, Saint-Michel-de-Bannières, Strenquels és Vayrac községekkel határos.

## Népesség
A település népessége az elmúlt években az alábbi módon változott:
| Lakosok száma | 437  | 358  | 324  | 397  | 323  | 329  | 333  | 331  | 333  | 334  |
|               | 1968 | 1982 | 1990 | 2006 | 2013 | 2015 | 2017 | 2019 | 2020 | 2022 |